# 桑迪胡克 (康乃狄克州)
桑迪胡克（英語：Sandy Hook）是美国康乃狄克州費爾菲爾德縣纽敦境內的一座村落。始建於1711年。

## 2012年枪击案
2012年12月14日，桑迪胡克小学枪击案发生枪击案，20余名小学生死亡。